# Henry Beresford (2e marquis de Waterford)
Henry de La Poer Beresford (23 mai 1772 - 16 juillet 1826)  est un pair irlandais, titré marquis de Waterford. 

## Biographie
Il entre à la Chambre des communes irlandaise pour le comté de Londonderry en 1790 et siège pour la circonscription jusqu'à l'acte d'Union. En 1798, il représente également Coleraine mais choisit de ne pas siéger. Il devient marquis de Waterford en 1800 après le décès de son père George Beresford (1er marquis de Waterford) et est nommé chevalier de l'ordre de St Patrick le 14 mars 1806 . 
Il est le père de George Beresford, d'Henry Beresford (3e marquis de Waterford) et de John Beresford (4e marquis de Waterford).